# Северо-Ватцевское Лесничество
Северо-Ватцевское Лесничество — посёлок в Одоевском районе Тульской области России.
В рамках административно-территориального устройства относится к Говоренковской сельской администрации Одоевского района, в рамках организации местного самоуправления включается в сельское поселение Северо-Одоевское.

## География
Расположен в 15 км к северо-западу от райцентра, посёлка городского типа Одоев, и в 71 км к западу к областного центра, г. Тулы.

## Население
| 2002 | 2010 |
| ---- | ---- |
| 155  | ↘141 |